# Ronnie Po-Chia Hsia
Ronnie Po-Chia Hsia (* 1955 in Hongkong) ist ein US-amerikanischer Historiker, Buchautor und Professor für Geschichte. Er ist einer der führenden Experten der Geschichte der Reformation und Gegenreformation. Zu seinen Fachgebieten gehört zudem die Geschichte des Antisemitismus und der Begegnung zwischen Europa und Asien.

## Leben und Wirken
Ronnie Po-Chia Hsia wurde 1955 in Hongkong geboren. 1977 schloss er seinen Bachelor mit höchsten Auszeichnungen in den Sozialwissenschaften, in Geschichte und Politikwissenschaft am Swarthmore College in Pennsylvania ab. Nach einem Master in Geschichte an der Harvard University 1978, der Yale University 1979 und einem Master of Philosophy in Geschichte an der Yale University 1980, promovierte er 1982 ebenfalls in Yale in Geschichte. Seit 1980 besitzt Hsia die US-amerikanische Staatsbürgerschaft.
1982–1984 war Hsia Lektor für Geschichte und Stipendiat der Geisteswissenschaft an der Columbia University. 1984–1987 übernahm er eine Assistenzprofessur an der Cornell University. Bis 1989 dozierte er als außerordentlicher Professor an der University of Massachusetts Amherst. Danach wirkte er elf Jahre als Professor an der New York University.
1995 bekam Hsia das Humboldt-Stipendium am Max-Planck-Institut für Geschichte in Göttingen. Im Juli 2000 wurde er zum Akademiker an die Academia Sinica in Taiwan gewählt und im Juli 2001 zum Edwin Erle Sparks-Professor für Geschichte an der Pennsylvania State University.
Von 2004 bis 2018 übernahm Hsia diverse Gastprofessuren für Geschichte an der Chengchi-Nationaluniversität in Taiwan, der Fudan-Universität in Shanghai, der Universität Nanjing, der Universität Hongkong und dem Hong Kong Advanced Institute für Geistes- und Sozialwissenschaften.
Aktuell ist Hsia an der Pennsylvania State University tätig. Sein laufendes Projekt trägt den Titel ’Jesuit Silk: The Cultural Practices of Catholic Conversion in early modern Europe and China’. Darin wird die Geschichte der kulturellen Begegnung zwischen der Gegenreformation in Europa und den Imperien der Ming-Dynastie und Qing-Dynastie untersucht. Er unterrichtet Kurse zum frühneuzeitlichen Europa und interessiert sich insbesondere für Entwicklungsgeschichte der Welt, vergleichende Geschichtskurse der Frühen Neuzeit und speziell für Religionsgeschichte. Die Geschichte der Erkundungen, der Aufstieg Westeuropas, die vergleichende Geschichte der frühneuzeitlichen Reichen und die Geschichte der christlichen Mission (insbesondere in China) bilden seine aktuelle Lehr- und Forschungsschwerpunkt.
Durch seine Kenntnisse in den wichtigsten modernen und auch klassischen Sprachen (Latein, Griechisch, Deutsch, Französisch, Italienisch, Niederländisch, Spanisch, Portugiesisch, Englisch und Chinesisch), konnte Hsia der Wissenschaft ein breites Spektrum an bisher unveröffentlichten Werken zur Verfügung stellen. Hsia hat allmählich begonnen, Gebiete im Bereich der Sinologie zu erforschen.

## Rezeption seiner Werke (Auswahl)

### ’Society and Religion in Münster: 1535-1618’
1984 erschien Hsias Werk ’Society and Religion in Münster: 1535-1618’. Es behandelt die Zeit von der Niederschlagung der Täuferbewegung bis zum Beginn des Dreißigjährigen Kriegs. Es befasst sich mit dem Konflikt zwischen der Stadt und dem geistlichen Territorialstaat, wie auch der Durchsetzung der Rekatholisierung mit ihren Auswirkungen auf das Leben der Menschen. Im Mittelpunkt der Studie steht die sozialgeschichtliche Seite der Gegenreformation und ihre politischen Folgen für das städtische Gemeinwesen. Hsia arbeitete darin die Thesen heraus, dass die Gegenreformation die Pfarrorganisation stärkte und damit die geistliche Kontrolle über das tägliche Leben der Einzelnen ausdehnte. Zugleich förderte die Gegenreformation die Entstehung einer geistlichen Elite – dem Jesuitenorden.
James Perkins von der Baylor University lobte die Tiefe der Recherche und die Fülle an zitierten Ressourcen. Harm Klueting bezeichnet das Werk als wichtigen Beitrag zur Politik- und Sozialgeschichte des Konfessionellen Zeitalters in Deutschland. Einzelheiten seien von der lokalen Forschung noch zu korrigieren. Gemäß Klueting bestätigt Hsia in seinem Buch mehrfach eine von Wolfgang Reinhard geäußerte These, wonach die administrative Unfähigkeit des frühmodernen Staates zu einer durchgreifenden Herrschaftsausübung durch Hilfsmittel der konfessionellen Sozialdisziplinierung, durch Konfessionskirchen, ersetzt wurde.

### ’Social Discipline in the Reformation, Central Europe: 1550-1750’
Das Buch ’Social Discipline in the Reformation, Central Europe: 1550-1750’ erschien 1989 und bietet einen Überblick über die Institutionalisierung der urbanen Reformation in Deutschland zwischen 1548 und der Vertreibung der Protestanten aus Salzburg 1731. Ronnie Po-Chia Hsia beschäftigt sich zu Beginn mit der internen Entwicklung im Luthertum, Calvinismus und römischen Katholizismus. Er widmet diesen drei Konfessionen je eine kurze Beschreibung. Hsia argumentiert, dass Reformation und Gegenreformation strukturell ähnliche Entwicklungen der langfristigen sozialen Transformation des deutschsprachigen Raums des frühneuzeitlichen Mitteleuropas waren. Es handle sich um einen untrennbaren Prozess. Gemäß Jeremy Black ist Hsias Hauptthese, dass die Konfessionalisierung des täglichen Lebens die Sakralisierung der Gesellschaft ersetzt. Auch John Theibault betont, Hsia argumentiere, dass ein gemeinsames Merkmal aller Konfessionalisierungen der Versuch sei, eine Disziplin zu vermitteln. Damit meint er laut Jeremy Black die Verinnerlichung der Disziplin basierend auf Anstand und Frömmigkeit und die Unterdrückung oder Umleitung von Gewalt und Wut. Hsia argumentiere laut Kaspar von Greyerz, dass Konfessionalisierung nicht nur die Gründung von Konfessionskirchen, sondern auch die Festigung der Kirche, des frühneuzeitlichen Staates, sowie die Auferlegung sozialer Disziplin von Kirche und Staat gemeinsam hat. Gemäß Alister McGrath stützt Hsia seine Schlussfolgerung auf sorgfältige Dokumentation der sozialen, institutionellen und pädagogischen und kulturelle Aspekte des Phänomens der „Konfessionalisierung“.
Alister McGrath lobt Hsias Werk als ausgezeichnetes Ressourcen-Buch für alle, die sich für die Gestaltung des frühneuzeitlichen Europas und das Verhältnis von Religion und Gesellschaft interessieren. Kaspar von Greyerz stimmt mit McGrath überein und bezeichnet das Buch als prägnante und gut geschriebene Einführung in ein komplexes Thema. Gemäß McGrath stellte Hsia durch das Werk viele bis dahin in Englisch unzulängliche Studien und Ergebnisse der Geschichtswissenschaft zur Verfügung. Black sieht im Buch eine nützliche Synthese aus religiösen und sozialen Aspekten. John Theibault lobt Hsias Abdeckung des breiten Themenspektrums auf wenigen Seiten, ohne reduktionistisch zu sein. Theibault bezeichnet die zeitgemäße und großzügige Anerkennung der Beiträge der Wissenschaftler als Stärke des Werkes.
Jeremy Black kritisiert die Übertreibung der Bedeutung der Regierung in diesem Zeitraum und findet, Hsias Wiedergabe des Aufstiegs des Staates könne hinterfragt werden. Das Ausmaß, in dem die fürstliche Autorität auf Zusammenarbeit angewiesen war, müsse deutlicher betont werden. Black kritisiert, dass die Beziehung zwischen den Parteien der „Volks- und Elitereligionen“ komplexer sei, als von Hsia suggeriert. Von Greyerz kritisiert Hsias zu engen Fokus auf Deutschland und nicht auf ganz Mitteleuropa. Es gebe laut von Greyerz zwar gelegentlich Blicke auf Österreich und die Schweiz, aber die verwendeten Kategorien stammen aus der deutschen Geschichte und passen nicht immer zu Entwicklungen an der Peripherie des Heiligen Römischen Reiches. Dies gilt laut von Greyerz insbesondere für den Begriff des „Calvinismus“. Der Begriff ist gemäß von Greyerz zu allgemein, um die für den Protestantismus der Schweiz charakteristischen Unterschiede in der Glaubensrichtung und der ekklesio-politischen Perspektive zu berücksichtigen. Theibault bezeichnet das Werk als möglicherweise verwirrend für weniger kundige Lesende. Laut Theibault könnten Spezialisten Hsias Verknüpfungen hingegen als unzureichend empfinden. Als Beispiel dafür nennt er, dass Hsia auf zwei Seiten über die Bekehrungen von Mitgliedern von Fürstenlinien diskutiert, ohne zu argumentieren, warum diese Umwandlungen, neben der Tatsache, dass der Katholizismus wiederbelebt wurde, sonst noch stattgefunden haben. Theibault kritisiert, dass diese wenig relevante Liste der Umwandlungen unter der Überschrift „Die Katholische Gesellschaftsordnung“ verwirrend sei. Hsia versuche mit viel historiographischer Begründung, Argumente zu vermeiden, dass die Impulse für die soziale Disziplin streng von oben kamen. Die unterschiedlichen Elemente, die Hsia erwähnt, lösen das Problem von wo der Impuls möglicherweise ausgegangen ist, gemäß Theibault nicht. Somit sei dieses Buch kein ganz und gar erfolgreicher Versuch, die Geschichte der religiösen Mentalitäten zu verbinden. Theibault bezeichnet das Werk als „im Detail suggestiv“.

### ’In and Out of the Ghetto: Jewish-Gentile Relations in Late Medieval and Early Modern Germany’
1995 erschien ’In and Out of the Ghetto: Jewish-Gentile Relations in Late Medieval and Early Modern Germany’ in Zusammenarbeit mit Hartmut Lehmann. Der Band entstand ursprünglich aus einer internationalen und interdisziplinären Tagung 1991 an der University of California in Los Angeles. Insgesamt nahmen 30 Experten für die Geschichte der Juden vom 14. bis späten 18. Jahrhundert teil. Der Band beinhaltet thematisch vielfältige Artikel zu einer Periode, die von der Geschichtsforschung der Juden nicht nur in Deutschland lange vernachlässigt wurde. In den Kommentaren von Historikern der allgemeinen jüdischen und frühneuzeitlichen Geschichte (Theodore K. Rabb, Gershon David Hundert, Carlo Ginzburg etc.), wurden Anregungen für weitere Forschung gegeben und die Beiträge einer kritischen Würdigung unterzogen. Ronnie Po-Chia Hsia macht in seinem Aufsatz über die Darstellung der Juden als Wucherer im späten 15. und frühen 17. Jahrhundert seitens christlicher Autoren auf frühe Beispiele rassistischer Äußerungen aufmerksam. Dies bezeichnete Carlo Ginzburg gemäß Gerd Mentgen von der Universität Trier in einem Kommentar zu Unrecht als anachronistische Betrachtungsweise.

### ’Trent 1475: Stories of A Ritual Murder Trial’
Das Werk Trent 1475: Stories of A Ritual Murder Trial erschien 1992 und fünf Jahre später in deutscher Übersetzung mit dem Titel Trient 1475. Geschichte eines Ritualmordprozesses. Hsia konzentriert sich darin auf die Blutanklage. Hsia erzählt von den Gerichtsverfahren und deren Folgen für die meisten Mitglieder einer örtlichen jüdischen Gemeinde. Nachdem der leblose Körper eines christlicher Jungen namens Simon von Trient im Keller eines jüdischen Haushalts aufgefunden wurde, wurde dieses mit fatalen Folgen für die Angeschuldigten gegen sie eingeleitet. Der Junge wurde hingegen zum Märtyrer erklärt. Des Weiteren behandelt das Buch, wie die päpstliche Untersuchung zur Überprüfung des Falles mit einem Misserfolg endete. Sigurður Gylfi Magnússon ordnet das Werk der angelsächsischen Mikrogeschichte zu. Diese fokussiere mehr und mehr auf einen spezifischen Fall und lasse größere historische Zusammenhänge und ein weiterführendes Erkenntnisinteresse oft außer Acht, weshalb deren Zuordnung zur Mikrogeschichte kontrovers diskutiert wird. Gemäß Otto Ulbricht sind zwei Aspekte kennzeichnend für ein verbreitetes amerikanisches Verständnis von Mikrogeschichte. Einerseits beschäftige sie sich oft mit gewöhnlichen Menschen. Andererseits habe sie das Ziel, zu erzählen. Werke sollen für eine interessierte Öffentlichkeit attraktiv sein und so historisches Wissen verbreiten.
Christopher R. Friedrichs von der University of British Columbia lobt Hsias Forschung in den lokalen Archiven und seine Rekonstruktion der spezifischen Gerichtsverhandlungen als aufwendig und detailliert. Laut Friedrichs ist Hsias Buch ein überzeugender Versuch, den Trend der Ritualmordgerichtsverhandlungen zu erklären. Solche Verhandlungen haben in Mitteleuropa laut Friedrichs im späten 15. und frühen 16. Jahrhundert rasant zu- und ab Mitte des 16. Jahrhunderts stark abgenommen. Thomas Robisheaux von der Duke University bezeichnet das Werk als Beitrag zum Verständnis der Geschichte des Antisemitismus und Mythosbildung. Volker Hunecke von der Technischen Universität Berlin lobt Hsia gelungene Beschreibung, des Zusammenhangs der räumlich und zeitlich weit auseinander liegenden Beschuldigungen von Übergriffen gegen Juden. Thomas Robisheaux kritisiert unter anderem Hsias Argumentation zur Bildung von Mythen als vereinfachend.

### ’The World of Catholic Renewal: 1540-1770’
Das Werk The World of Catholic Renewal: 1540–1770 erschien parallel mit der deutschen Übersetzung Gegenreformation: Die Welt der katholischen Erneuerung, 1540–1770 im Jahr 1998. Ronnie Po-Chia Hsia zeigt darin ein vielfältiges Gesamtbild der Gegenreformation und katholischen Kultur der frühen Neuzeit. Das Werk beinhaltet eine Analyse neuester Forschungsergebnisse zur institutionellen, politischen und sozial- bzw. geschlechtergeschichtlichen Dimension der Gegenreformation, besonders aus der Perspektive von Machtverhältnissen. Er zeigt die Vorgeschichte, Verlauf und Ergebnisse bzw. kulturelle Folgen der katholischen Reform von den Anfängen des Konzils von Trient bis zur Aufhebung der Jesuiten auf. Hsia beschäftigt sich darin chronologisch mit dem Schicksal der Jesuitischen Mission – stellvertretend für die spirituelle und institutionelle kirchliche Erneuerungsbewegung. Er versteht die Gegenreformation als komplexes Phänomen und langfristig wirksamen Faktor gesellschaftlichen Wandels. In drei Kapiteln zur ,Ecclesia triumphans' (Portugal, Spanien, Italien), ,militans' (Polen, katholische Niederlande, Frankreich, ,Deutschland', ,Österreich', Böhmen) und ,afflicta' (England, nördliche Niederlande, Irland) skizziert Hsia außerdem unterschiedliche Wege der Gegenreformation als Ergebnis der Auseinandersetzung mit den jeweiligen politischen Bedingungen. Hsias Hauptthese ist, dass die katholische Erneuerung weitgehend das Werk der Institutionenbauer der katholischen Kirche sei. Hsia betont, dass die Ära der katholischen Erneuerung eine der ersten Ären der Weltgeschichte war. Er behandelt die katholische Erneuerung weitgehend als Erweiterung der tridentinischen Reformen (nach dem Konzil von Trient). Aber letztendlich bestimmten Machtverhältnisse, soziale Privilegien, Geschlechterungleichheiten und Rassismus den institutionellen Charakter des posttridentinischen Katholizismus. Gerade weil der tridentinische Katholizismus so gut an die Hierarchien angepasst war, verstärkte der frühneuzeitliche Katholizismus die Spaltungen in der Gesellschaft.
Gemäß Regina Pörtner von der Swansea University ist Hsias Interpretation der Gegenreformation unter Berücksichtigung zentraler Annahmen der Konfessionalisierungstheorie schlüssig. Sie unterstreiche die Wirksamkeit klerikaler Eliten bei der Stärkung dominanter sozialer und politischer Hierarchien. Sie hebt laut Pörtner die abwechslungsreiche europäische Sozial- und Politikgeographie und Reformchronologie hervor. Erweitert werde sie mit Behandlungen von Asien, Südamerika und Afrika und einem besonderen Vergleich des Katholizismus in drei asiatischen Gesellschaften: den Philippinen, Japan und China. Trotz dieses Wechsels entsteht laut Pörtner ein klares und konsequentes Argument. Pörtner bezeichnet Zentralisierung, Disziplin und Bildung als Schlagworte von Hsias Studie. In den Diskussionen über das Papsttum, die Kurie, das Wohltätigkeitssystem, das Priestertum und das Episkopat betont Ronnie Po-Chia Hsia, wie Familienstrategien für den sozialen Aufstieg und Einkommen, und die vorherrschenden geschlechterspezifischen Ungleichheiten das Ausmaß der Reform geprägt und begrenzt haben. Pörtner lobt seine klare Betonung des Verhältnisses der Religion zu den vorherrschenden politischen Macht- und Sozialstrukturen. Diese treiben Hsia in keiner Weise seinen Sinn für Komplexität, Widerspruch und Paradoxie aus. In seiner Diskussion über neue religiöse Orden zeige Hsia, wie Mission, Kunst und Lehre komplexe kulturelle, kognitive und emotionale Anpassungen ermöglichten. Diese prägen eine neue, frühneuzeitliche katholische Kultur. Die persönliche Askese der einflussreichsten neuen Ordnungen stelle ein Gegenbeispiel zur Laxheit und Weltlichkeit etablierter Ordnungen dar. Laut Pörtner trifft Hsia absichtlich und geschickt Entscheidungen, um den Inhalt und die Dynamik der katholischen Erneuerung darzustellen. Pörtner bezeichnet Hsias Darstellung als elegant formulierte, faktenreiche, sinnvoll abgerundete, methodisch aktuelle, wenn auch etwas knappe Gesamtdarstellung. Ann W. Ramsey von der University Extension, University of Texas bezeichnet Hsias Überblick als besten verfügbaren Rahmen für das Studium des frühneuzeitlichen Katholizismus. Es habe klare Themen und Strukturen, rufe die regionalen und nationalen Unterschiede außerordentlich gut hervor und habe ein ausgewogenes Verhältnis von Analyse, interpretativer Verallgemeinerung, grundlegender Quantifizierung und anschaulichem Beispiel. Seine Arbeit unterstreicht gemäß Ramsey, wie viel Arbeit noch benötigt wird, um die emotionale und psychische Situation der Laien in der katholischen Reform zu analysieren. Trevor Johnson (University of the West of England) lobt Hsia für seine umfangreichen Recherchen in zahlreichen Sprachen und beeindruckenden synthetischen Fähigkeiten. Er empfiehlt das Buch als Standardwerk über die Gegenreformation.

### ’A Jesuit in the Forbidden City: Matteo Ricci 1552-1610’
2010 erschien ’A Jesuit in the Forbidden City: Matteo Ricci 1552-1610’. Ronnie Po-Chia Hsia schreibt darin zum 400-jährigen Todestag die Biographie des Mitbegründers der Jesuitenmission in China. Er kontextualisiert Matteo Ricci außerordentliches Leben im späten Ming-China sowohl im sozialen, politischen, als auch religiösen Kontext. Hsia geht chronologisch vor und erläutert wichtige Punkte in Riccis Leben. Nachfolgend erweitert er seine Erzählung geographisch. Die Lesenden werden immer weiter in Riccis Leben und in das Herz der chinesischen Kultur hineingezogen. Hsia verbringt beispielsweise viel Zeit damit, die Seefahrten zu beschreiben, anstatt Ricci erzählerisch schnell von Rom nach Macau zu transportieren. Dadurch werden den Lesenden notwendige Einblicke in Riccis Vor-China Erfahrungen ermöglicht und der Stand von Meerpassagen wird in einem frühgeschichtlichen Netz ähnlicher Reisen situiert. Die Erzählung ist auch angereichert mit originalen Charakterskizzen aus Riccis Umfeld.
Timothy Billings vom Middlebury College hebt besonders Hsias Gebrauch von sowohl europäischen, wie auch chinesischen Quellen hervor. Er bezeichnet ihn einerseits als rigorosen Historiker als auch als Populärbiographen. Sein biographisches Werk unterscheide sich von anderen Biographien durch die Methode des Paraphrasierens oder Übersetzens essentieller Punkte aus chinesischen Quellen. Anstatt Riccis Aufzeichnungen und Beschreibungen schlicht wiederzugeben, konsultiere Hsia die entsprechende Ming Aufzeichnung, Zeitschriften oder Briefe, um eine weitere Perspektive zu erhalten. So gelinge es ihm, das Netzwerk um Matteo Ricci näher zu beleuchten. Ein Großteil des Materials wurde von Hsia zum ersten Mal in eine europäische Sprache übersetzt. Durch die Inkludierung aktuellster Forschungen chinesischer Historiker werden Informationen beigefügt, die bis dahin den Biographen noch völlig unbekannt waren. Gianni Criveller vom Holy Spirit Seminary College of Theology and Philosophy bezeichnet Hsias Buch als wohl ausführlichste und informativste Biographie von Matteo Ricci. Auch er lobt seine eingehende Recherche. Ihm zufolge beinhaltet der wissenschaftliche Beitrag einen bedeutenden Teil der Menge an neuen Informationen über relevante späte Mingquellen. Hsia liefere die ersten langen Übersetzungen oder Zusammenfassungen einiger von Riccis chinesischen Schriften in einer westlichen Sprache. Markus Friedrich hebt positiv hervor, dass Hsia auf den meist übersehenen Beitrag von Michele Ruggieri zur Chinamission hinweist. Auch er bezeichnet die souveräne Einbettung des Einzellebens in die Zeitabläufe als beachtenswert. Dabei sei die Integration in die unmittelbare regionale Umgebung eine besondere Stärke. Auch Elisabetta Corsi von der Universität La Sapienza und Thierry Meynard von der Nanzan-Universität anerkennen Hsias Buch als wichtiges Standardwerk. Jeremy Clarke (Boston College) sieht eine der Stärken von Hsias Buch in seinen Beschreibung der Publikationen rund um Matteo Ricci der letzten hundert Jahren seit Riccis 300-jährigem Todestag. Hsia zeige darin, dass sich die Forschung vom Veröffentlichen von „monuments to the memory of Ricci“ hin zum Feld der kritischen Wissenschaft begibt. Sein Buch selbst sei ein gutes Beispiel hierfür. Eine weitere Stärke sieht er in der Inklusion von chinesischen Originalmaterialien. Hsias Fokus liegt gemäß Clarke auf akribischen Details und sanfter Prosa.
Clarke weist auf kleinere Übersetzungsfehler hin. Beispielsweise Namen wie Chindezhen für Jingdezhen (S. 99), Shaoshou für Shaozhou (S. 133) oder verwirrende Bewegung hin und her zwischen Huang und Wang (chinesischer Jesuit Huang Mingsha (S. 139 und 279 im Vergleich zu S. 163)). Er erachtet diese jedoch nicht als gravierend, in Anbetracht der Menge an primären und sekundären Quellen. Criveller kritisiert, dass komplexe historische Fragen übermäßig vereinfacht werden. Die bibliographische Übersicht umfasse Titel ohne akademischen Wert, die wertvolle Biographien wie Fernando Bortones auslassen.

## Schriften (Auswahl)
- Jesuit Silk, The Cultural Practices of Catholic Conversion in early modern Europe and China. (Momentan noch in Bearbeitung bei Oxford University Press)
- Matteo Ricci and the Catholic Mission to China, 1583–1610: A Short History with Documents. Hackett Publishing Co, Inc. Cambridge Ma 2016, ISBN 978-1-62466-433-5.
- A Jesuit in the Forbidden City, Matteo Ricci 1552–1610. Oxford University Press, Oxford 2010, ISBN 978-0-19-965653-0.
- The Jesuit Encounter with Buddhism in Ming China. Institutum Historicum Societatis Iesu, Rom 2009, ISBN 978-88-7041-368-7.
- Mit Peter Bruke: Cultural Translation in Early Modern Europe. Cambridge University Press, Cambridge 2007, ISBN 978-0-511-49719-3.
- The Cambridge History of Christianity, Bd. 6: Reform and Expansion 1500–1660. Cambridge University Press, Cambridge 2007, ISBN 978-1-139-05484-3.
- Noble Patronage and Jesuit Missions, Maria Theresia von Fugger-Wellenburg (1690–1762) and Jesuit Missionaries in China and Vietnam. Institutum Historicum Societatis Jesu, Rom 2006, ISBN 978-3-95786-045-3.
- Mit Henk van Nierop: Calvinism and Religious Toleration in the Dutch Golden Age. Cambridge University Press, Cambridge 2002, ISBN 978-0-511-49676-9.
- Mit Lynn Hunt et al.: The Making of the West, Peoples and Cultures. Boston Bedford/St. Martin’s, Boston 2000, ISBN 978-0-312-40959-3.
- The World of Catholic Renewal, 1540–1770. Cambridge University Press, Cambridge 1998, ISBN 978-0-521-84154-2. Deutsche Übersetzung: Gegenreformation: Die Welt der katholischen Erneuerung, 1540–1770, Fischer Taschenbuch Verlag, Frankfurt 1998, ISBN 978-3-596-60130-1.
- Trent 1475, Stories of A Ritual Murder Trial. Yale University Press, New Haven 1992, ISBN 978-0-300-06872-6. Deutsche Übersetzung: Trient 1475: Geschichten eines Ritualmordprozesses. Fischer Verlag, Frankfurt 1997, ISBN 978-3-10-062422-2.
- Mit Hartmut Lehmann: In and Out of the Ghetto, Jewish-Gentilie Relations in Late Medieval and Early Modern Germany. Cambridge University Press, Cambridge 1995, ISBN 978-1-139-05264-1.
- Mit Lynn Hunt, Thomas R. Martin, Bonnie Smith und Barbara Rosenwein: The Challenge of the West, Peoples and Cultures from the Stone Age to the Global Age. D.C. Heath & Company, Lexington Massachusetts 1994, ISBN 978-0-669-12164-3.
- Social Discipline in the Reformation, Central Europe 1550–1750. Routledge, London 1989, ISBN 978-0-415-01149-5.
- The Myth of Ritual Murder, Jews and Magic in Reformation Germany. Yale University Press, New Haven 1988, ISBN 978-0-300-04746-2.
- Society and Religion in Münster, 1535–1618. Yale University Press, New Haven 1984, ISBN 978-0-300-03005-1. Deutsche Übersetzung: Gesellschaft und Religion in Münster 1535–1618. Aschendorff Verlag, Münster 1989, ISBN 978-3-402-06630-0.

## Auszeichnungen (Auswahl)
- Netherlands Institute of Advanced Study Fellowship (2005–2006)
- Institute of Arts and Humanities Resident Scholarship, Pennsylvania State University (2010)
- Humanities Doctoral Seminar Grant, Mellon Foundation (2009–2011)
- Käte Hamburger Fellow, Ruhr-Universität Bochum, Deutschland (2012)